# John Ottman
John Ottman (San Diego, 6 luglio 1964) è un compositore, montatore e regista statunitense.

## Biografia
Conosciuto per la sua collaborazione assidua con il regista Bryan Singer, ha curato il montaggio e composto le musiche per i suoi film I soliti sospetti, L'allievo, X-Men 2, Superman Returns, Operazione Valchiria, Il cacciatore di giganti, X-Men - Giorni di un futuro passato, X-Men - Apocalisse e Bohemian Rhapsody. Con Singer ha co-diretto il cortometraggio Lion's Den, mentre nel 2000 ha diretto il suo primo lungometraggio, l'horror Urban Legend - Final Cut. Nel 2019 ha vinto l'Oscar e un ACE Award per il miglior montaggio per Bohemian Rhapsody.
Inoltre ha curato le musiche per film come Halloween - 20 anni dopo, La maschera di cera, I Fantastici 4, I Fantastici 4 e Silver Surfer ed Invasion.

## Filmografia

### Compositore
- Public Access, regia di Bryan Singer (1993)
- I soliti sospetti (The Usual Suspects), regia di Bryan Singer (1995)
- Il rompiscatole (The Cable Guy), regia di Ben Stiller (1996)
- Biancaneve nella foresta nera (Snow White: A Tale of Terror), regia di Michael Cohn (1997)
- Incognito, regia di John Badham (1997)
- Goodbye Lover, regia di Roland Joffé (1998)
- Halloween - 20 anni dopo (Halloween H20: 20 Years Later), regia di Steve Miner (1998)
- L'allievo (Apt Pupil), regia di Bryan Singer (1998)
- Lake Placid, regia di Steve Miner (1999)
- Urban Legend - Final Cut (Urban Legends: Final Cut), regia di John Ottman (2000)
- Bubble Boy, regia di Blair Hayes (2001)
- Arac Attack - Mostri a otto zampe (Eight Legged Freaks), regia di Ellory Elkayem (2002)
- Punto d'origine (Point of Origin), regia di Newton Thomas Sigel (2002)
- 24 ore (Trapped), regia di Luis Mandoki (2002)
- X-Men 2 (X2), regia di Bryan Singer (2003)
- Gothika, regia di Mathieu Kassovitz (2003)
- Cellular, regia di David R. Ellis (2004)
- Nascosto nel buio (Hide and Seek), regia di John Polson (2005)
- La maschera di cera (House of Wax), regia di Jaume Collet-Serra (2005)
- Kiss Kiss Bang Bang, regia di Shane Black (2005)
- I Fantastici 4 (Fantastic Four), regia di Tim Story (2005)
- Superman Returns, regia di Bryan Singer (2006)
- I Fantastici 4 e Silver Surfer (Fantastic Four: Rise of the Silver Surfer), regia di Tim Story (2007)
- Invasion (The Invasion), regia di Oliver Hirschbiegel (2007)
- Operazione Valchiria (Valkyrie), regia di Bryan Singer (2008)
- Orphan, regia di Jaume Collet-Serra (2009)
- Astro Boy, regia di David Bowers (2009)
- The Losers, regia di Sylvain White (2010)
- The Resident, regia di Antti Jokinen (2011)
- Unknown - Senza identità (Unknown), regia di Jaume Collet-Serra (2011)
- Il cacciatore di giganti (Jack the Giant Slayer), regia di Bryan Singer (2013)
- Non-Stop, regia di Jaume Collet-Serra (2014)
- X-Men - Giorni di un futuro passato (X-Men: Days of Future Past), regia di Bryan Singer (2014)
- The Nice Guys, regia di Shane Black (2016)
- X-Men - Apocalisse (X-Men: Apocalypse), regia di Bryan Singer (2016)
- Bohemian Rhapsody, regia di Bryan Singer (2018)

### Montatore
- Lion's Den, regia di Bryan Singer e John Ottman (1988) - cortometraggio
- Public Access, regia di Bryan Singer (1993)
- I soliti sospetti (The Usual Suspects), regia di Bryan Singer (1995)
- L'allievo (Apt Pupil), regia di Bryan Singer (1998)
- Urban Legend - Final Cut (Urban Legends: Final Cut), regia di John Ottman (2000)
- X-Men 2 (X2), regia di Bryan Singer (2003)
- Superman Returns, regia di Bryan Singer (2006)
- Operazione Valchiria (Valkyrie), regia di Bryan Singer (2008)
- Il cacciatore di giganti (Jack the Giant Slayer), regia di Bryan Singer (2013)
- X-Men - Giorni di un futuro passato (X-Men: Days of Future Past), regia di Bryan Singer (2014)
- X-Men - Apocalisse (X-Men: Apocalypse), regia di Bryan Singer (2016)
- Bohemian Rhapsody, regia di Bryan Singer (2018)

### Regista
- Lion's Den (1988) - cortometraggio
- Urban Legend - Final Cut (Urban Legends: Final Cut) (2000)

### Produttore
- L'allievo (Apt Pupil), regia di Bryan Singer (1998)
- Operazione Valchiria (Valkyrie), regia di Bryan Singer (2008)
- Il cacciatore di giganti (Jack the Giant Slayer), regia di Bryan Singer (2013)
- X-Men - Apocalisse (X-Men: Apocalypse), regia di Bryan Singer (2016)